# María del Carmen González Echegaray
María del Carmen González Echegaray (Santander, 1 de diciebre de 1925 - Santander, 19 de enero de 2018) es una historiadora, heraldista y genealogista  cántabra.

## Biografía
Fue una heraldista, genealogista e historiadora que profundizó en el conocimiento de esas materias a base de trabajo personal.
Fue continuadora de la labor de Mateo Escagedo Salmón en etnografía, tradiciones y costumbres, etc. Escribió sobre numerosas localidades de Cantabria, como Peña Castillo, Colindres, Santillana del Mar, Limpias, Camargo o Toranzo o Santander, así como sobre  la iglesia de Santa Lucía, el convento de La Bien Aparecida, la iglesia de la Compañía o el convento de la Santa Cruz. Entre sus obras se destacan el Diccionario de apellidos y escudos de Cantabria (2001, en coautoría con el también Académico de la Matritense Conrado García de la Pedrosa), El héroe de Cantabria Don Pedro Velarde y Santiyán, y sus antepasados: El Marqués de Villapuente y de la Peña, libro sobre Velarde y el marqués de Villapuente, encargado por el Ayuntamiento de Camargo, Documentos para la historia del arte en Cantabria (1973), El virrey Revillagigedo y sus orígenes (1990). Pero la obra más reseñable es Escudos de Cantabria, en 7 tomos, obra que le ocupó desde 1969 hasta 2010.
Publicó en 2002, además, la obra "Los González Echegaray", que pretendía ser una memoria familiar y que se presentó en el Museo Etnográfico de Cantabria junto a las reediciones de su obra Camargo, mil años de historia publicada en 1987, y  El yacimiento de la Cueva de El Pendo. Excavaciones 1953- 57 publicada por su hermano Joaquín González Echegaray en 1980.
También escribió en colaboración con otros autores, como Artistas cántabros de la edad moderna su aportación al arte hispánico : (diccionario biográfico-artístico), Las rutas jacobeas por Cantabria, junto a Fernando Barreda y Ferrer de la Vega, José Luis Casado Soto;  Santander hace medio siglo, con Benito Madariaga de la Campa y Ángel de la Hoz o Santillana del Mar a través de su heráldica, con fotografías de Ángel de la Hoz.
Formó parte del Centro de Estudios Montañeses  desde 1969 donde fue directora de la revista Altamira y, además, fue miembro del Instituto de Genealogía y Heráldica del CSIF, de la Academia de México de Estudios Genealógicos y Heráldicos y de la Real Academia de la Historia, así como de otras instituciones.

## Premios y reconocimientos
Premio Internacional Infante don Fernando de Baviera (1981).
Medalla de la Real Academia Matritense (1991).
Moisés de Oro (1992).
Emboque de oro de la Casa de Cantabria (1995).
Premio Cantabria Nuestra (1995).
Medalla de Oro de la Virgen del Mar (1999).
Magister Senior Honoris Causa de UNATE”, junto a Javier Pérez de Cuéllar, Secretario General de Naciones Unidas.
IV Premio de Honor de la Real Academia Matritense, 2002.
Premio Plaza Porticada (2002).
Estela de Oro de las Letras de Cantabria” de la Sociedad Cántabra de Escritores (2014).
Calle en Muriedas, del valle de Camargo.